# Jean-Baptiste-Joseph Champagnac
 (avril 2010).
Si vous disposez d'ouvrages ou d'articles de référence ou si vous connaissez des sites web de qualité traitant du thème abordé ici, merci de compléter l'article en donnant les références utiles à sa vérifiabilité et en les liant à la section « Notes et références ».
Jean-Baptiste-Joseph Champagnac (né le 1er mars 1796 à Paris et mort le 17 mai 1858 à Montrouge) est un littérateur, un auteur prolifique de manuels pédagogiques, moraux et de récits de voyages pour la jeunesse. Il a aussi dirigé la publication du Dictionnaire historique, critique et biographique universel, rédigé des dictionnaires dans l’Encyclopédie Migne ainsi qu'une Chronique du crime et de l'innocence et une table analytique des écrits de Voltaire.
Il a également signé ses œuvres sous les pseudonymes de Jean-Baptiste-Joseph de Chantal (1798-1858), Jean-Baptiste-Joseph de Mirval (1798-1858), Ch. de Mirval (1798-1858), C.H. de Mirval (1758-1858), M. de Mirval (1758-1858).

## Œuvres
On ne peut faire figurer ici qu'une partie de l'œuvre considérable produite par l'auteur :
- J. B. J. Champagnac, Le Jeune Voyageur en Californie. Récits Instructifs et Moraux offrant des détails curieux sur cette région de l'Amérique et sur les coutumes, usages et mœurs de ses habitants, ouvrage extrêmement rare sur le marché;
- J.-B.-J. de Chantal, L'Abeille du Parnasse français, dédié à la jeunesse des deux sexes et lui offrant des leçons de morale et de littérature dans un choix de pièces diverses empruntées à nos meilleurs poètes anciens et modernes ;
- J.-B.-J. de Chantal, Aménophis, prince égyptien de la race des Pharaons, ou Mœurs, usages, coutumes et cérémonies religieuses de l'ancienne Égypte ;
- J.-B.-J. Champagnac, Les Amies de pension, ou l'Émulation mise à profit. Ouvrage traduit librement de l'anglais, revu et retouché ;
- M. de Chantal , Alphabet et syllabaire nouveau, livre de lecture du premier âge... ;
- J.-B.-J. Champagnac, Berthe et Théodoric, ou Gozlin, évêque de Paris... ;
- J.-B.-J. de Chantal, La Civilité primaire, ou Petit manuel méthodique de la véritable politesse, extrait du Nouveau traité de civilité... livre de lecture à l'usage des petites écoles des deux sexes ;
- J.-B.-J. Champagnac, Devoir et récompense, ou les Trois camarades de pension ;
- J.-B.-J. Champagnac, Émilie, ou la Petite élève de Fénélon, ouvrage dans lequel on a mis en action les plus importans préceptes du « Traité de l'éducation des filles » par Fénelon... ;
- C.-H. de Mirval, Ernest et Fortunat ou les jeunes voyageurs en Italie...
- C.-H. de Mirval, Le Robinson des sables du désert ou voyage d'un jeune naufragé sur les côtes & dans l'intérieur de l’Afrique, offrant le tableau résumé des curiosités naturelles des mœurs usages & coutumes de ces contrées peu connues...